# Moulin-sous-Touvent
Moulin-sous-Touvent és un municipi francès, situat al departament de l'Oise i a la regió dels Alts de França. L'any 2007 tenia 203 habitants.

## Demografia

### Població
El 2007 la població de fet de Moulin-sous-Touvent era de 203 persones. Hi havia 65 famílies de les quals 8 eren unipersonals (4 homes vivint sols i 4 dones vivint soles), 18 parelles sense fills i 39 parelles amb fills.
La població ha evolucionat segons el següent gràfic:
Habitants censats

### Habitatges
El 2007 hi havia 70 habitatges, 65 eren l'habitatge principal de la família i 6 estaven desocupats. Tots els 70 habitatges eren cases. Dels 65 habitatges principals, 47 estaven ocupats pels seus propietaris i 18 estaven llogats i ocupats pels llogaters; 1 tenia dues cambres, 5 en tenien tres, 16 en tenien quatre i 42 en tenien cinc o més. 41 habitatges disposaven pel capbaix d'una plaça de pàrquing. A 20 habitatges hi havia un automòbil i a 40 n'hi havia dos o més.

### Piràmide de població
La piràmide de població per edats i sexe el 2009 era:
| Homes | Edats   | Dones |
| ----- | ------- | ----- |
| 0     | 95 o +  | 0     |
| 0     | 90 a 94 | 0     |
| 0     | 85 a 89 | 0     |
| 1     | 80 a 84 | 0     |
| 3     | 75 a 79 | 1     |
| 0     | 70 a 74 | 2     |
| 5     | 65 a 69 | 3     |
| 3     | 60 a 64 | 3     |
| 6     | 55 a 59 | 5     |
| 4     | 50 a 54 | 5     |
| 5     | 45 a 49 | 2     |
| 5     | 40 a 44 | 6     |
| 11    | 35 a 39 | 7     |
| 7     | 30 a 34 | 12    |
| 6     | 25 a 29 | 4     |
| 10    | 20 a 24 | 4     |
| 6     | 15 a 19 | 5     |
| 6     | 10 a 14 | 11    |
| 8     | 5 a 9   | 9     |
| 4     | 0 a 4   | 2     |

## Economia
El 2007 la població en edat de treballar era de 129 persones, 98 eren actives i 31 eren inactives. De les 98 persones actives 86 estaven ocupades (48 homes i 38 dones) i 11 estaven aturades (6 homes i 5 dones). De les 31 persones inactives 7 estaven jubilades, 11 estaven estudiant i 13 estaven classificades com a «altres inactius».

### Ingressos
El 2009 a Moulin-sous-Touvent hi havia 70 unitats fiscals que integraven 225 persones, la mediana anual d'ingressos fiscals per persona era de 16.831 €.

### Activitats econòmiques
Dels 3 establiments que hi havia el 2007, 2 eren d'empreses extractives i 1 d'una empresa de construcció.
L'únic servei als particulars que hi havia el 2009 era un paleta.
L'any 2000 a Moulin-sous-Touvent hi havia 5 explotacions agrícoles.

## Equipaments sanitaris i escolars
El 2009 hi havia una escola elemental integrada dins d'un grup escolar amb les comunes properes formant una escola dispersa.

## Poblacions més properes
El següent diagrama mostra les poblacions més properes.